# کارخانه وطن
کارخانه وطن اولین کارخانه ریسندگی اصفهان، در سال ۱۳۰۴ به دست دو نفر از بازرگانان اصفهان به نام فصل‌الله دهش و محمدحسین کازرونی تأسیس شد.مواد اولیه این کارخانه از شهرابریشم (باغ‌ابریشم اصفهان) تامین می‌شد.

## راه‌اندازی
درست معلوم نیست دقیقاً از چه زمانی فضل‌الله دهش، فرزند یک تاجر شیرازی و تحصیل‌کرده کالج بمبئی که در رشته صنایع فارغ‌التحصیل شده بود به فکر افتاد که یک کارخانه نساجی به اصفهان وارد کند، اما وی از سال ۱۲۶۵ شمسی تا ۱۲۷۰ شمسی در هندوستان اقامت داشته‌است. در این مدت ۳۰ سال که انقلاب مشروطیت و جنگ جهانی اول در ایران اتفاق افتاده بود، فضل‌الله دهش عرصه را آماده ندید که آرزویش را برآورده کند. پس حدود سال ۱۳۰۰ خورشیدی به آلمان مسافرتی کرده و با مهندس آلمانی شونمان کارخانه ریسندگی و بافندگی را تهیه و سپس از راه بین‌النهرین وارد ایران کرد. وی آن را در محل عمارت صفوی هفت دست که رو به ویرانی می‌رفت و البته مالکیت آن را داشت، نصب کرد. حدود یک سال بعد، در مرداد ۱۳۰۴ قسمت ریسندگی این کارخانه افتتاح یافت. بخش بافندگی کارخانه هنوز باقی مانده بود که به تدریج سوار شده و یک سال بعد دوباره خبر افتتاح کارخانه در روزنامه‌ها درج شد. 
در سال ۱۳۰۵ دوازده تنها دستگاه در این کارخانه فعال بود. در زمستان آن سال دولت یکصدهزار تومان وام با سررسید دوساله به این کارخانه داد تا بقیه دستگاهها را وارد کند.  دو سال بعد مالکیت کارخانه به‌طور کامل به دست محمدحسین کازرونی افتاد. این کارخانه روز به روز راه ترقی را می‌پیمود و یکی از پسران حاج محمد حسین به نام میرزا محمدجعفر مدیریت کارخانه را بر عهده گرفته بود. در مهر ۱۳۱۰ کارخانه وطن در آگهی تبلیغی خود اعلام کرد: «بهترین پارچه‌های گواردین، پالتویی، فانتزی، اسپورتی و پتوهای کرکی اعلا را مطابق بهترین پارچه‌های اعلای اروپا» تهیه می‌کند. این کارخانه در آن زمان در شهرهای تهران، شیراز، مشهد و رشت مراکز فروشی برای محصولاتش باز کرده بود (اخگر، ش۶۵۰، ۴ مهر ۱۳۱۰). کارخانه وطن در سال ۱۳۵۲ به خارج از شهر اصفهان در شهرک صنعتی محمودآباد منتقل شده و هنوز هم پابرجا است.

## داستان افتتاح از زبان روزنامه اخگر
«آقای دهش در چند سنه قبل مسافرتی به آلمان نموده و به راهنمایی مسترشونمان، ماشین آلات ریسمان تابی و نساجی و تکمیل پارچه و لوکومبیل و موتور خریداری کرده و پس از پرداخت بیعانه آن، به ایران مراجعت نمود. در اصفهان با آقای حاجی محمدحسین کازرونی عقد شرکتی بسته، جزئی سهم هم به یکی دو نفر دیگر فروخته شد. پس از آن که ماشین آلات به سرحد رسید آقای دهش به بین‌النهرین مسافرت نموده و وسایل حمل ماشین آلات را توسط اتومبیل‌هایی چهارتنی، سیستم (آ م آ) را در اتومبیل‌های یک تن و نیمی فراهم ساخت و با چندین سفر رفت‌وآمد با مشقات زیاد در مدت دو سال ماشین آلات به اصفهان وارد گردید.» بدواً برای محل کارخانه، شروع به ساختمان بنایی در اراضی هفت دست که متعلق به خودشان بوده و چهار نفر آلمانی هم برای سوار کردن ماشین‌ها استخدام نمود. در مدت یک سال و کسری بنای کارخانه به اتمام رسید. بدواً موتورهای محرکه و لوکومبیل کارخانه در وسط بنا کار گذارده شد و پس از آن ماشین‌های ریسمان تابی و حلاجی سوار شده و در اسد [مرداد] ۱۳۰۴ به کار افتاد. ماشین‌های نساجی و تکمیل هم متدرجاً در مدت یک سال سوار شده و متدرجاً مشغول کار شدند.
مطابق گزارش روزنامه، میان دو شریک اختلاف افتاد و با وساطت مقاماتی چون سید حسن مدرس، (نماینده مجلس) بدین شکل قرار نهادند که دهش کارخانه را به کازرونی واگذار نماید. کارخانه در اوایل، شروع به کار کرده مقدار زیادی ریسمان، پنبه و خامه پشم به جهت قالی بافی داد، ولی پس از آن که قسمت نساجی‌اش به راه افتاد، بیشتر محصول خامه پشم و ریسمان پنبه به مصرف بافت پارچه‌های خود کارخانه می‌رسد… این کارخانه قادر است که پتوهای عالی و پارچه‌های زمستانی خوب تهیه نماید، ولی عجالتاً فقط با بافتن پارچه‌های سربازی و پتوهای کم قیمت قشونی قناعت نموده است و علت این قناعت، نداشتن متخصص فنی صحیح است که از عهده عملیات مفصل فنی برآیند.»
چنین شد که اولین کارخانه عظیم نساجی اصفهان به مدیریت حاج محمدحسین کازرونی به راه افتاد و البته این آغاز راه بود، اما کازرونی روحی بلند پروازانه داشت از آن زمره سرمایه دارانی نبود که به ممر معاش خود قناعت کرده در فکر توسعه کار نباشند. چنین بود که دو سال بعد راجع به کارخانه وطن می‌خوانیم: «کارخانه وطن در بدو امر تنها دارای ۱۲ ماشین نساجی بوده، ولی به همت آقای کازرونی ۲۴ دستگاه نساجی دیگر بر تعداد فوق مزید گردیده و همچنین ماشین‌های دیگری از قبیل ماشین شستشو، ماشین مالش، ماشین چله کش و موتور و غیر هم نیز طلبیده‌اند که بعضی ازآنها تدریجاً وارد اصفهان گردیده و بعضی دیگر به بوشهر رسیده و قریبا وارد و نصب خواهد شد.» سال بعد روزنامه اعلام کرد که کارخانه یک دستگاه موتور به قوه ۲۰۰ اسب به همراه ماشین تصفیه پشم و نیز ماشین تکمیل پارچه نیز وارد و نصب کرده‌است. به این ترتیب پنجاه درصد بر محصولات کارخانه افزوده شده‌است. «خوشبختی در این جا است که همت آقای حاج محمدحسین کازرونی خستگی ناپذیر است و باز اخیراً ماشین آلاتی طلبیده‌اند که در بین راه است.» روزنامه اضافه می‌کند که از حالادیگر کارخانه، شبانه‌روزی شده و ۱۲۰۰ کارگر زن و مرد در آن مشغول کار می‌باشند، نیز اضافه می‌کند تولید کارخانه در هر شبانه روز هزار متر پارچه اعلا و پنج شش عدد پتو می‌باشد. در شهریور سال ۱۳۱۰ کارخانه وطن، قدم دیگری در تربیت نیروی متخصص برداشت. کارخانه که دیگر تحت مدیریت جوان و فعال حاج محمد حسین به نام حاج محمدجعفر به کار می‌پرداخت و تا آن زمان هشت متخصص آلمانی را در استخدام خود داشت، با آموزش کارگران ایرانی، شش نفر از آن‌ها را به وطن خود عودت داده و علاوه بر این یک کارگر ایرانی را نیز برای فراگیری تخصص به آلمان اعزام داشت. اولین آگهی تبلیغاتی این کارخانه در مهر همان سال در روزنامه‌ها منتشر شد. در این آگهی می‌خوانیم: «پس از پنج سال سعی و کوشش، کارخانه نساجی اصفهان موفق شده است که بهترین پارچه‌های گواردین، پالتویی، فانتزی، اسپورتی و پتوهای کرکی اعلا را مطابق بهترین پارچه‌های اعلای اروپا تهیه نماید.» براساس این آگهی کارخانه مذکور علاوه بر اصفهان در شهرهای تهران، شیراز، مشهد و رشت نمایندگی فروش داشته‌است. در سایر ولایات نیز بعضی از تجار به فروش محصولات این کارخانه مبادرت می‌کرده‌اند.
کارخانه وطن تا سال ۱۳۱۱ که حوادث دیگری در کشورمان و در اصفهان اتفاق افتاد، تنها مجتمع صنعتی مدرن شهر بود و در پی آن کارخانه‌های صنعتی دیگر یکی پس از دیگری سربرآوردند.

## سرانجام
کارخانه در سال ۱۳۵۲ به شهرک صنعتی محمودآباد منتقل و زمین آن در هفت دست به قطعات کوچک تفکیک و فروخته شد. پس از انقلاب در سال ۱۳۵۷ اموال حاج محمدجعفر کازرونی مصادره و خودش به ساواکی بودن و عضویت حجتیه متهم شد و در سال ۱۳۵۸ اعضای گروه فرقان او را در مقابل مسجدی که خودش ساخته بود ترور کردند. در سال ۱۳۹۷ اخباری از توقف تولید و آستانه ورشکستگی این کارخانه منتشر شد.